# آدولف وولد
آدولف وولد (نروژی: Adolph Wold; ۳۰ سپتامبر ۱۸۹۲ – ۵ فوریهٔ ۱۹۷۶) بازیکن فوتبال اهل نروژ بود.